# (19129) Loos
(19129) Loos est un astéroïde de la ceinture principale.

## Description
(19129) Loos est un astéroïde de la ceinture principale. Il fut découvert le 10 janvier 1988 à l'Observatoire Kleť par Antonín Mrkos. Il présente une orbite caractérisée par un demi-grand axe de 2,65 UA, une excentricité de 0,13 et une inclinaison de 5,9° par rapport à l'écliptique.

## Compléments